# Marc Dik
Marc Dik (Rotterdam, 29 mei 1968) is een Nederlandse televisiepresentator en -producent. 

## Biografie
Dik groeide op in Roosendaal. Zijn ouders Henk, bekend als bestuurslid van Stichting Opwekking, en Nelly Dik begonnen daar in 1976 met bijbellessen waaruit later de Evangelische Gemeente Roosendaal voortkwam.
Dik studeerde journalistiek en begon bij de EO-radio. Zijn eerste televisieprogramma was 50 Kamers. Dit jongerenprogramma kreeg bekendheid door een vernieuwende manier van tv maken. Hij is vooral bekend van EO-programma's als Jong, De Weddingplanner, Op zoek naar een wonder en Gezocht. Naast presenteren bedenkt hij nieuwe formats voor omroepen. Van 1999 tot 2018 was Dik mede-eigenaar van tv-productiemaatschappij Skyhigh TV in Hilversum. Skyhigh TV is producent van onder andere Het Familiediner (EO), Over Mijn Lijk (BNN) en Model in 1 dag (Net5). In maart 2018 werd Skyhigh TV overgenomen door het Franse mediaconcern Lagardère Studios, waarna Dik creatief directeur van het bedrijf werd.
Dik presenteerde in het seizoen 2010-2011 Korenslag als opvolger van Henny Huisman.
In 2011 deed Dik mee aan De Nationale IQ Test, waar hij een score van 123 behaalde, en daarmee de tweede hoogste score van de BN'ers die aan die editie meededen.